# N7470
N7470, también conocido como "City Of Everett", es una aeronave Boeing 747 que fue construida por Boeing como el prototipo del modelo. La aeronave salió de la línea de montaje el 30 de septiembre de 1968, y tuvo su primer vuelo el 9 de febrero de 1969. Después de que el programa de vuelos de prueba del 747 terminó, Boeing retuvo a la aeronave, usándola para fines de investigación y pruebas hasta inicios de los 90. La aeronave tuvo su último vuelo el 6 de abril de 1995, al Museo de Vuelo de Seattle, Washington donde permanece en exhibición.

## Historia

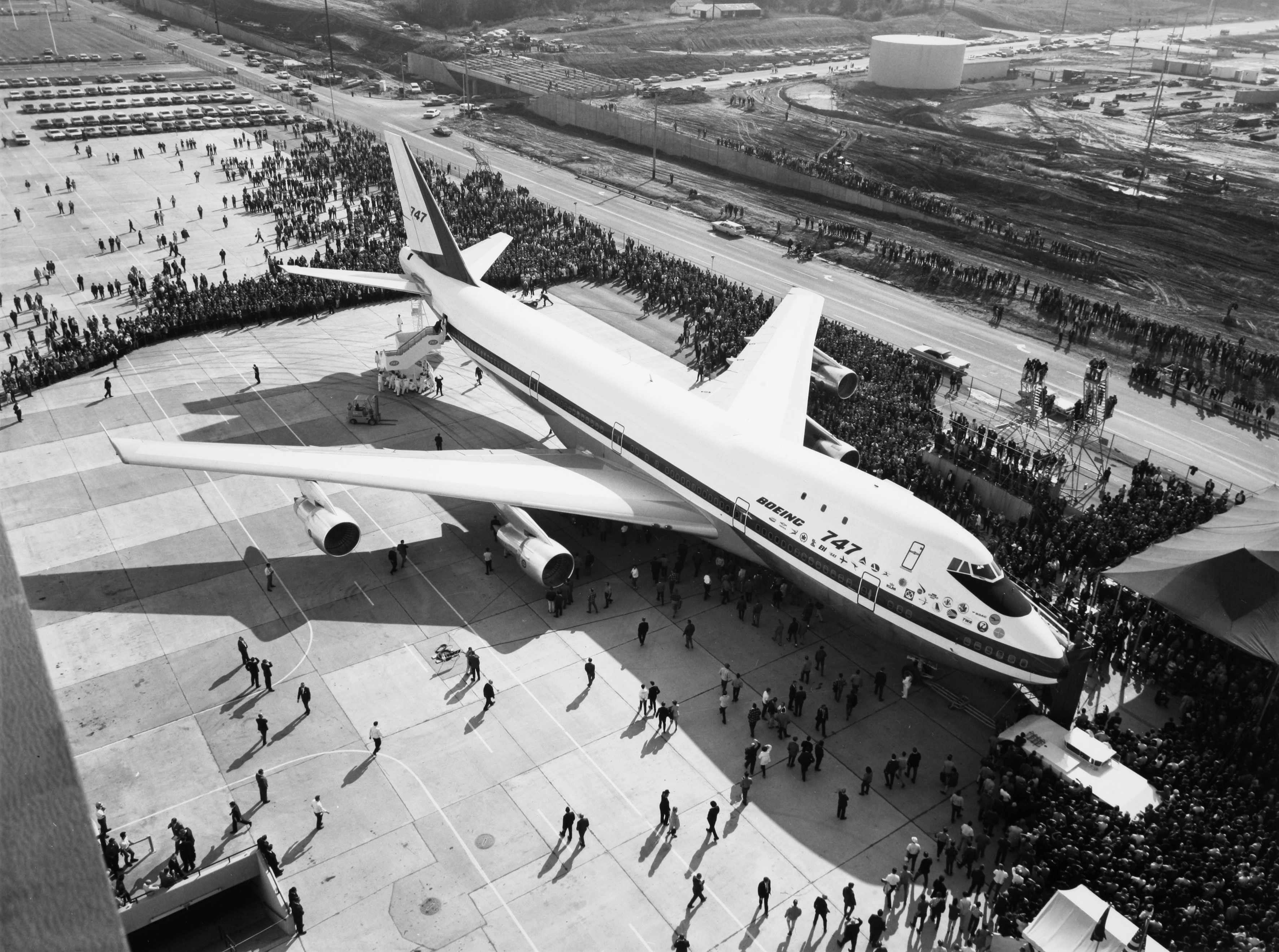
N7470 "City of Everett" siendo exhibido al público por primera vez.

### Nacimiento delJumbo Jet
El 30 de septiembre de 1968, el prototipo del Boeing 747-100, registrado como N7470 había salido de la línea de producción en la Fábrica Boeing de Everett, un edificio masivo que fue construido para construir el 747 y fue construido casi simultáneamente con la aeronave.La aeronave llevaba el número de serie del fabricante 20235y fue designado internamente como RA001, marcando el comienzo de la era del "jumbo jet".
N7470 tiene un diseño de pintura presentando una simple librea blanca y roja adornada con los logotipos de las más de dos docenas de aerolíneas clientes que ordenaron el tipo de aeronave.
Dado su origen de la fábrica de producción de Everett, Boeing apodó a la aeronave como "City of Everett."

### Vuelos de certificación
Aunque N7470 fue mostrado públicamente en septiembre de 1968, no llegó a los cielos hasta el 9 de febrero de 1969.El vuelo inaugural fue pilotado por el Piloto de Pruebas Jefe de Boeing Jack Wadell, acompañado por el Piloto de Pruebas de Ingeniería Brien Singleton Wygle y el Ingeniero de Vuelo Jesse Arthur Wallick. Este vuelo de prueba histórico marcó el comienzo del viaje del Boeing 747.N7470 continuó sus pruebas de vuelo hasta que el tipo fue certificado por la Administración Federal de Aviación (FAA) el 30 de diciembre de 1969.

### Uso como banco de pruebas de Boeing
Después de los vuelos de prueba del 747, Boeing rematriculó la aeronave como N1352B en julio de 1970 para explorar misiones más allá de   sus especificaciones de diseño originales. Estas misiones fueron principalmente militares, incluyendo usar a N1352B como avión cisterna para el Lockheed SR-71 Blackbird y el Boeing B-52 Stratofortress. Desafortunadamente, la idea de usar el Boeing 747 como avión cisterna no era ideal, y la aeronave fue eventualmente rematriculada de vuelta a su matrícula original como N7470.
El avión fue almacenado en Las Vegas entre octubre de 1983 y agosto de 1986, cuando fue llevado a Wichita donde fue usado como un bosquejo para el desarrollo del Boeing VC-25, la aeronave asociada comúnmente con el Air Force One.
La aeronave también sirvió como banco de pruebas para el turbofán Pratt & Whitney PW4000 durante su desarrollo para el Boeing 777.
Boeing retuvo la propiedad de N7470 durante toda su vida en servicio, nunca siendo entregado a un cliente y nunca siendo usado en servicio comercial.La aeronave solo acumuló alrededor de 5,200 horas de vuelo en su vida, relativamente bajo comparado con una aeronave comercial que típicamente tiene 3,000 a 4,000 horas cada año. Sin embargo, la aeronave fue sometida a condiciones más extremas incluyendo repetidas entradas en pérdida e inmersiones.

## Retiro y preservación

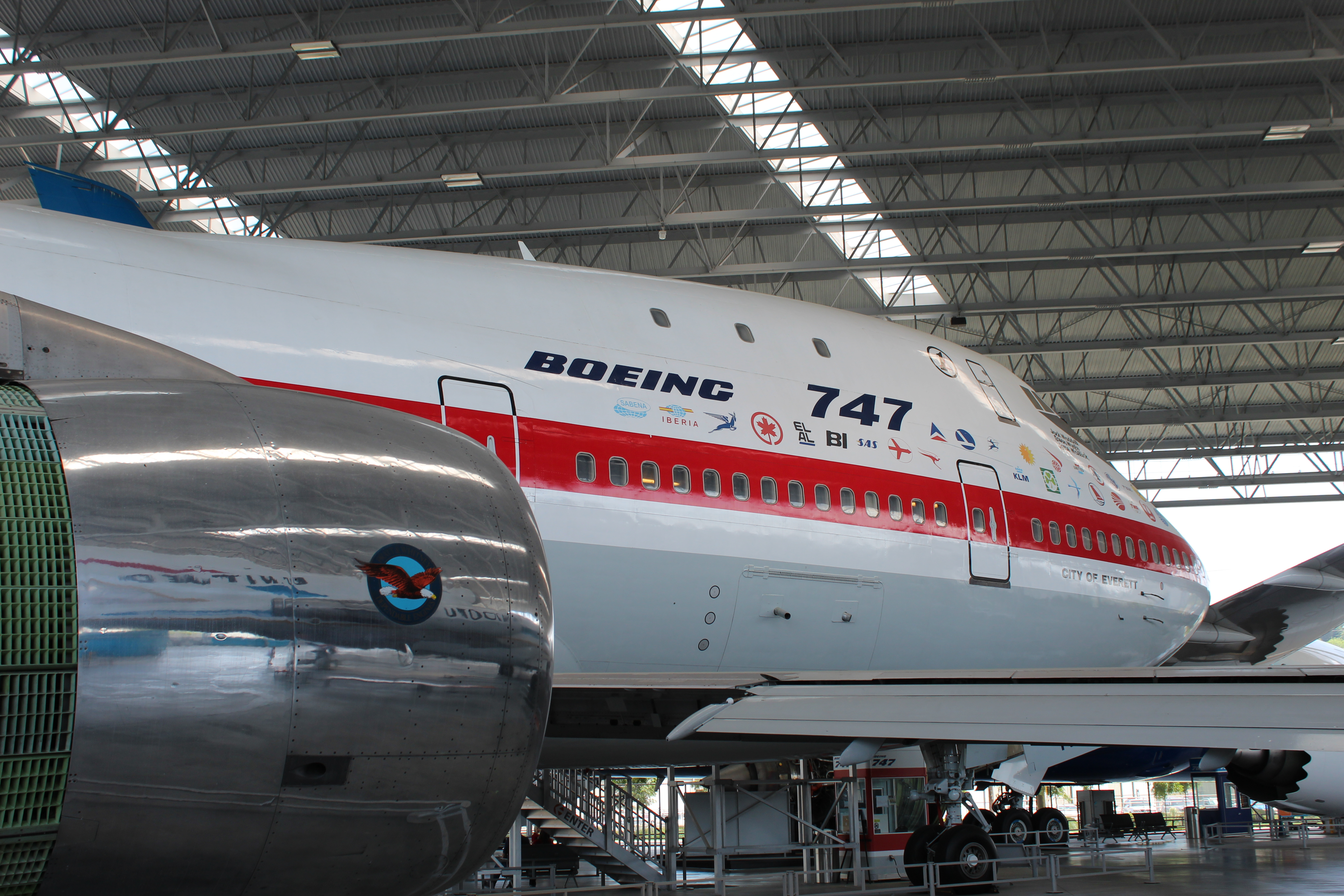
N7470 en exhibición en el pabellón cubierto en el Museo del Vuelo de Seattle después de la restauración.

El 6 de abril de 1995, N7470 se embarcó en su último vuelo.La aeronave, todavía en su estado de prueba configurado, fue donado al Museo del Vuelo localizado en el Aeropuerto Internacional de Seattle-Boeing Field en Seattle, Washington donde fue puesto en exhibición.
A principios de la década de los 2000, la aeronave necesitaba restauración debido a su edad avanzada y exposición prolongada al clima húmedo del noroeste pacífico.
La junta directiva del Museo del Vuelo autorizó la restauración en el verano de 2012 y se embarcó en un esfuerzo de casi dos años. La aeronave fue restaurada en el lugar, no movida a un hangar, lo que complicó el esfuerzo. En el exterior de la aeronave, la pintura descolorida fue lijada, y el personal aplicó más de 60 galones de pintura fresca. El interior, dañado con moho, fue restaurado a la configuración de primer vuelo de la aeronave, con equipamiento de pruebas en la cubierta principal, y había tapizado acorde a la época para recrear muebles del salón de la cubierta superior.  La aeronave reabrió para tours públicos en 2014.Después de la restauración, un techo grande fue construido encima del Pabellón de la Aviación del Museo para proteger mejor a N7470 y las otras aeronaves en exhibición.